# Vallée de Khalanasy
Khalanasy Vallis
Pour les articles homonymes, voir Khalanasy.
La vallée de Khalanasy (désignation internationale : Khalanasy Vallis) est une vallée située sur Vénus dans le quadrangle d'Henie. Elle a été nommée en référence à Khalanasy, sirène azéri des cours d'eau.